# NRJ
NRJ（エネルジー）はフランスの音楽専門ラジオ局。1981年7月15日に開局。NRJグループの企業。
キャッチコピーは「Hit Music Only! (音楽だけをヒット！)」

## 概要
NRJは« Nouvelle radio jeune »もしくは« Nouvelle radio pour les jeunes »の略であり、1981年7月15日午後1時に開局した。現在はフランス最大の音楽の祭典NRJ Music Awardsを主催している。

## 主な番組
- Manu dans le 6/9
- C'Cauet sur NRJ
- Guillaume Radio 2.0
- Euro Hot 30